# Air-Freight-NZ-Flug 1
Auf dem Air-Freight-NZ-Flug 1 (Flugnummer: AFZ001) verunglückte am 31. Juli 1989 eine auf dem Flug vom Flughafen Palmerston North zum Flughafen Christchurch mit einem Zwischenstopp auf dem Flughafen Auckland befindliche Frachtmaschine vom Typ Convair CV-580 der Air Freight NZ kurz nach dem Start zum zweiten Flugabschnitt. Bei dem Unfall kamen die drei an Bord befindlichen Piloten ums Leben.

## Flugzeug
Die betroffene Maschine trug die Modellseriennummer 180, wurde im Jahr 1954 als Flugzeugtyp Convair CV-340 gebaut und zunächst an die Pioneer Airlines ausgeliefert, bei der sie mit dem Luftfahrzeugkennzeichen N73154 in Betrieb ging. Im Mai 1954 übernahm United Air Lines die Maschine und gab ihr den Taufnamen Elko. Die Maschine verblieb bis März 1968 bei United Air Lines und wurde am 1. März 1968 durch das Unternehmen Tex Johnston Inc. erworben, das die Maschine zu einer Convair CV-580 umbaute und sie am 13. November 1968 als solche zuließ. Im August 1969 übernahm das Unternehmen Aero Spacelines die Maschine, im Oktober 1972 die Armstrong Cork Company, die die Maschine mit dem Kennzeichen N12478 wiederzuließ. Im März 1984 übernahm das Unternehmen Hubbard Broadcasting Inc. die Maschine, im Januar 1987 stand diese wieder abgestellt auf dem Flughafen in Tucson, Arizona. Im Oktober 1988 wurde die Maschine auf das Unternehmen AHW Inc. zugelassen, ab Mai 1989 gehörte die Convair der Kelowna Flightcraft an, die diese mit dem Kennzeichen C-GEDO zuließ und sie umgehend an die neuseeländische Field Air weitergab, die die Maschine mit dem Luftfahrzeugkennzeichen ZK-FTB registrierte. Das zweimotorige Mittelstreckenflugzeug war mit zwei Turboproptriebwerken des Typs Allison 501-D13D ausgerüstet. Bis zum Zeitpunkt des Unfalls hatte die Maschine 29.999 Betriebsstunden absolviert.

## Insassen
An Bord der Maschine befand sich lediglich eine dreiköpfige Besatzung, bestehend aus einem Flugkapitän und zwei Ersten Offizieren, die auf dem Flug abwechselnd als Copilot und Beobachter fungieren sollten:
- Der 41-jährige Flugkapitän Hadlow Johnson verfügte über Musterberechtigungen für die Flugzeugtypen Convair CV-580 und Bristol 170. Er konnte 3.760 Stunden Flugerfahrung vorweisen, wovon er 3.088 Stunden mit größeren, mehrmotorigen Maschinen abgeleistet hatte. Etwa 140 Stunden seiner Flugerfahrung entfielen auf den Flugzeugtyp Convair CV-580.
- Die 28-jährige Erste Offizierin Kirsty Theresa Kennedy, die die Maschine zum Unfallzeitpunkt steuerte, konnte 1.086 Stunden Flugerfahrung vorweisen, wovon 215 Stunden auf leichte, mehrmotorige Maschinen, 32 Stunden auf Nachtflüge, 101 Stunden auf Instrumentenflüge und 6,1 Stunden auf Maschinen des Typs Convair CV-580 entfielen. Obwohl sie ihre Musterberechtigung auf der Convair 580 absolviert hatte, war dies ihr erster Linienflug als Besatzungsmitglied.
- Der 41-jährige Erste Offizier John Leslie Milne konnte 2.604 Stunden Flugerfahrung vorweisen, wovon 795 Stunden auf mehrmotorige Maschinen, 221 Stunden auf Nachtflüge, 391 Stunden auf Instrumentenflüge und 6,8 Stunden auf Flüge mit Maschinen des Typs Convair CV-580 entfielen.

## Unfallhergang
Die Maschine startete in Palmerston North zu dem nächtlichen Frachtflug und kam gegen 20:30 Uhr in Auckland an. Nach der Zwischenlandung wurde die Fracht entladen und die Maschine für den Weiterflug nach Christchurch mit 11 Paletten Fracht beladen. Auf der nächsten Etappe nach Christchurch sollte die auf dem ersten Flugabschnitt beobachtende Pilotin als Erste Offizierin fungieren. Zum Abflug erhielt die Maschine eine Freigabe für Startbahn 23. Der Start erfolgte um 21:59 Uhr. Das Flugzeug stieg auf eine Höhe von ca. 400 Fuß, als es in einen allmählichen Sinkflug eintrat und 387 Meter hinter dem Ende der Startbahn 23 und 91 m links von der Anfluggrundlinie mit dem Boden kollidierte. Die Maschine brach daraufhin auseinander und ihre Trümmer stürzten in die flachen Gewässer des hinter der Aufprallstelle gelegenen Manukau Harbour. Alle drei Besatzungsmitglieder kamen dabei ums Leben.

## Ursache
Der künstliche Horizont (ADI) des Ersten Offiziers der fraglichen Convair CV-580 wies einen zeitweilig auftretenden Defekt auf, die Maschine und das Gerät wurden aber ungeachtet dieses Defekts weiter betrieben, obwohl es gemäß der Mindestausrüstungsliste für diesen Flugzeugtyp nicht zulässig war, Flüge mit einem nicht betriebsbereiten ADI durchzuführen. Die Erste Offizierin, die die Maschine zum Unfallzeitpunkt steuerte, war über den Defekt, der während des Überführungsfluges mit der Maschine aus Kanada nach Neuseeland und auch später wieder aufgetreten war, unterrichtet worden. Ein Ersatzteil war bereits bestellt, die Instandsetzung jedoch aufgrund von Problemen mit dessen Lieferbarkeit verschoben worden. Das ADI der Ersten Offizierin war nicht als defekt gekennzeichnet worden.
Die neuseeländische Transport Accident Investigation Commission, die nach dem Unfall die Ermittlungen übernahm, sah das Versäumnis des Prüfkapitäns, das Flugprofil der Maschine während der kritischen Phase des Anfangssteigflugs zu überwachen, als wahrscheinliche Ursache für den Unfall an.